# Tylototriton panhai
Espèce
Tylototriton panhai est une espèce d'urodèles de la famille des Salamandridae.

## Répartition
Cette espèce se rencontre :
- en Thaïlande dans les provinces de Phitsanulok et de Loei ;
- au Laos dans la province de Sayaboury.

## Étymologie
Cette espèce est nommée en l'honneur de Somsak Panha.

## Publication originale
- Nishikawa, Khonsue, Pomchote & Matsui, 2013 : Two new species of Tylototriton from Thailand (Amphibia: Urodela: Salamandridae). Zootaxa, no 3737 (3), p. 261–279.